# Saint-Mamet-la-Salvetat
Saint-Mamet-la-Salvetat è un comune francese di 1 524 abitanti situato nel dipartimento del Cantal nella regione dell'Alvernia-Rodano-Alpi.

## Società

### Evoluzione demografica
Abitanti censiti